# Chi Thằn lằn chân ngắn
Chi Thằn lằn chân ngắn (Lygosoma) là một chi thuộc họ Scincidae, nơi chúng tạo thành chi điển hình của phân họ Lygosominae. Chúng chủ yếu sinh sống ở Ấn Độ nhưng một vài loài cũng sinh sống ở các vùng khác. Chúng có chân ngắn, thân dài giống rắn nhưng chậm chạp.

## Các loài
| - Lygosoma afrum - Lygosoma albopunctata - Lygosoma angeli - Lygosoma anguinum - Lygosoma ashwamedhi - Lygosoma boehmei - Lygosoma bowringii - Lygosoma carinatum - Lygosoma corpulentum - Lygosoma frontoparietale - Lygosoma fernandi – True Fire Skink - Lygosoma goaensis - Lygosoma grandisonianum - Lygosoma guentheri - Lygosoma haroldyoungi - Lygosoma isodactylum - Lygosoma koratense - Lygosoma laeviceps - Lygosoma lanceolatum - Lygosoma lineata - Lygosoma lineolatum | - Lygosoma mabuiiforme - Lygosoma mafianum - Lygosoma mocquardi - Lygosoma muelleri - Lygosoma paedocarinatum - Lygosoma pembanum - Lygosoma popae - Lygosoma productum - Lygosoma pruthi - Lygosoma punctata - Lygosoma quadrupes - Lygosoma simonettai - Lygosoma singha - Lygosoma smaragdinum - Lygosoma somalicum - Lygosoma tanae - Lygosoma tersum - Lygosoma veunsaiensis - Lygosoma vinciguerrae - Lygosoma vosmaeri |